# Жигалов, Андрей Николаевич
Андре́й Никола́евич Жига́лов (род. 21 апреля 1966, Челябинск) — советский и российский актёр кино, профессиональный клоун, известный в мире как «клоун без грима», автор и исполнитель песен.

## Биография
Родился 21 апреля 1966 года в Челябинске. По окончании школы учился в профессионально-техническом училище. Получив специальность сварщика, работал на Челябинском тракторном заводе. В 1984—1986 годах проходил срочную службу в рядах Советской Армии в городе Шуя. Демобилизовался в звании старшего сержанта.
В 1987 году поступил в Государственное училище циркового и эстрадного искусства (ГУЦЭИ). Педагогами по клоунаде были А. Смыков и Б. Бреев. На первом курсе образовался дуэт «Эдди и Жанни» с Эдуардом Алексеенко.
Во время учёбы режиссёр Николай Досталь пригласил Андрея на главную роль Коли в трагикомедии «Облако-рай». Картину заметили и зрители, и профессионалы кино, она с успехом прошла на ряде кинофестивалей. За роль Коли Жигалова признали лучшим актёром 1991 года. После удачного дебюта Андрей снялся ещё в нескольких фильмах.
Некоторое время работал вместе с Эдуардом Алексеенко в «Центре Эксцентрики» Александра Жеромского.
В 1992 году награждён золотой медалью на престижном цирковом фестивале в Париже — «Цирк завтрашнего дня». В 2003 году получил наивысшую цирковую награду — «Серебряный клоун» на фестивале в Монте Карло из рук принцессы Стефании.
В 2005 году Жигалов откликнулся на предложение Николая Досталя сняться в продолжении фильма «Облако-рай» — картине «Коля — перекати поле», где также сыграли Алла Клюка, Сергей Баталов, Ирина Розанова, Владимир Толоконников, Лев Борисов, Анна Овсянникова. На кинофестивале «Окно в Европу» (2005) фильм был отмечен Специальным призом жюри «Золотая ладья».
Продолжает карьеру клоуна и работает в самых известных цирках и варьете, таких как цирк Roncalli, Knie, variete Wintergarten и многих других.

## Актёрские работы
- 1990 — Тело — Стёпа
- 1990 — Сестрички Либерти — Генка
- 1990 — Облако-рай — Коля
- 1992 — Воспитание жестокости у женщин и собак — Витёк
- 1992 — Отшельник
- 1997 — Это несерьезно
- 2005 — Коля — перекати поле — Коля
- 2011 — Товарищи полицейские — 22 серия «Беглец» — Вася Скворцов
- 2023 — Сквозь время — Роб

## Призы
- Фильм «Облако-рай» — приз «За разрушение барьера между фильмами для избранных и кино для всех» на кинофестивале «Кинотавр-91» (Сочи);
- «Серебряный Леопард» — специальный большой приз жюри и вторая премия (30 тыс. швейцарских франков), приз экуменического жюри, приз молодёжного жюри, приз Международной конфедерации экспериментального кино в Локарно-91;
- Кинофестиваль молодых актёров в Женеве-91;
- Приз «Золотой Овен-92»;
- Гран-при II MFEC (Франция);
- Специальный приз жюри актёрскому составу (Андрей Жигалов, Сергей Баталов, Ирина Розанова, Алла Клюка, Владимир Толоконников);
- По опросу кинокритиков и журналистов — лучший актёр года 1991 года;
- Участие в конкурсных программах МКФ: в Роттердаме, Гётеборге, Зельбе, Франкфурте-на-Майне, Седанкюле, Вальядолиде, Саниоро, Портленде, Кливленде, Вашингтоне;
- Академическая премия имени С. Вавилова 1992 года;
- Золотая медаль на фестивале Цирк Завтрашнего Дня (фр. Festival Mondial du Cirque de Demain), Париж, 1992 год;
- Серебряный клоун, Монте-Карло, 2003 год.